# Naco es chido
Naco es chido es el tercer álbum del grupo mexicano de rock Botellita de Jerez. El disco contó con la participación de diversos compositores y músicos como Jaime López, Guillermo Briseño, Álex Lora y un homenaje al fallecido Rockdrigo González con "Asalto Chido".

## Canciones
1. Todos tienen tortita menos yo, 3:37.
2. Soledad, 4:10.
3. El túnel 29, 2:50.
4. Asalto Chido, 2:38.
5. Caite Cadáver, 2:26.
6. El Zarco, 3:32.
7. Canción para un Armaño, 2:31.
8. El Adicto, 4:11.
9. Guerra en mi Casa, 4:43.
10. El Tlalocman, 4:55.
11. Guaca Rock de la Malinche, 3:24.

## Formación en el disco
- Sergio Arau, Guitarras y voz.

- Francisco Barrios "El Mastuerzo", Batería y voz.
- Armando Vega-Gil, Bajo y voz.

- Datos: Q6037283